# Vargyasné Petz Vilma
Vargyas Endréné Petz Vilma (Győr, 1852. február 13. – Budapest, 1938. február 5.) állami leányiskolai igazgatónő, Vargyas Endre neje, Vargyas Tivadar plébános édesanyja. 

## Élete
Apja Petz Adolf akkor a győri székeskáptalan ügyésze, később királyi törvényszéki bíró volt (anyai ágon mint Sibrik ivadék Deák Ferencnek unokahúga). Neveltetését a szülői háznál nyerte, felsőbb tanulmányait az 1869-ben felállított budai (Zirzen-féle) állami tanítóképzőintézetben (1869-71) végezte. Az intézetből kikerülve, 1872. október 1-jén magánleánynevelő-tanintézetet nyitott szülővárosában, mely nyilvánossági joggal fölruházva évi állami segélyben is részesült. Egyik alapítója és szervezője volt a győrvárosi és megyei Kisdedegyletnek. Növendékeinek munkálatait az 1874. évi győrvidéki és az 1879. évi székesfehérvári kiállítás ezüst érdemmel tüntette ki. 1875. szeptember 4-én férjhez ment Vargyas Endre királyi tanfelügyelőhöz. Az 1881. évi budapesti országos nőiparkiállításon mint zsűritag működött és ugyanekkor megválasztotta az országos nőiparegylet választmányi tagjának is. Ezen kiállításon általános feltűnést keltett az a babaszoba, melyet polgári leányiskolája kézimunkából állított ki és melyet ezüst éremmel tüntettek ki. A mintegy 300 darabot magában foglaló munkálatot Vargyasné a kis Margit főhercegnőnek ajánlotta föl; mely elfogadván, az alcsúti palotában állíttatott fel. Klotild főhercegasszony gyémántokkal kirakott karéket küldött az igazgatónőnek emlékül. Midőn 1882 szeptemberében a magyar kormány a magánleánytanintézetét átvette és felállította annak alapján Győrött az állami polgári leányiskolát, az intézet igazgatásával továbbra is őt bízta meg. Társadalmi téren a szegényügynek mindenkor támogatója, szószólója volt; az egészséges közlakások és népkonyha fölállítása ügyében tervszerűen kidolgozott memorandumokat is nyújtott be a város törvényhatóságához. Férje 1888-ben Veszprém megyébe helyeztetvén át, ekkor családjával szintén ide költözött; három évig kizárólag három fia nevelésének szentelte idejét. 1901. augusztus 20-án gróf Csáky Albin] a budapesti állami felső leányiskolához nevezte ki; ekkor fiaival együtt végleg Budapestre költözött. 1905. szeptember 1-jén lépett le a tanítónői pályáról; ezután a székesfővárosban az egyesületi élet körében fejtett ki tevékenységet: 1906-ban háztartási kiállítást rendezett; 1909-ben Magyar Hölgykoszorú címmel egyesületi lapot adott ki, melyben családi, háztartási és társadalmi feladatokról írt közleményeket. 1910-ben szervezte meg a Magyar Úrinők Egyesületét, melynek közgyűlésén az egyesület örökös főtitkárjának választották meg.
1873-ban nők részére Győrött tudományos felolvasásokat rendezett, melyekben mint előadó szintén részt vett.

## Munkája
- Reformeszmék leányiskoláink ügyében. Győr, 1887.